# Kitakagaya (metropolitana di Osaka)
Kitakagaya (北加賀屋駅?, Kitakagaya-eki) è una stazione della Metropolitana di Osaka situata nella parte sud della città, nel quartiere di Suminoe-ku.

## Struttura
La stazione è dotata di un marciapiede laterale e uno a isola centrale con tre binari sotterranei.
| 1 | Linea Yotsubashi |  | per Suminoekōen                     |                                                                                             |
| 2 | Linea Yotsubashi |  | per Nishi-Umeda, Namba e Daikokuchō | Binario usato soltanto per il primo treno da questa stazione la mattina e nell'ora di punta |
| 3 | Linea Yotsubashi |  | per Nishi-Umeda, Namba e Daikokuchō |                                                                                             |

## Stazioni adiacenti
| «                | Servizio         | »                |
| Linea Yotsubashi | Linea Yotsubashi | Linea Yotsubashi |
| ---------------- | ---------------- | ---------------- |
| Tamade           | Locale           | Suminoekōen      |